# Incendi de Santander de 1941
L’incendi de Santander de 1941 va ser un desastre natural ocorregut a la ciutat espanyola de Santander durant la matinada del 15 al 16 de febrer de 1941. Va passar dècades després de l'explosió del vapor Cabo Machichaco (1893), és considerat el incendi més demolidor en la història de la ciutat.
L'incendi va arrasar gran part del centre històric de la ciutat, inclosa la catedral i va provocar un gran canvi en l'estructura urbana de Santander. La majoria dels danys van ser materials, perquè milers de famílies van perdre les seves llars i negocis. Va haver-hi una víctima mortal, un bomber madrileny, i més d'un centenar de ferits. Popularment es coneix a l'incendi com l'andalús perquè curiosament es va iniciar al carrer Cádiz i les flames es van frenar a l'altura del carrer Sevilla.

## Antecedents
En 1941 Espanya es trobava en una duríssima postguerra, ja que a la guerra civil de tres anys finalitzada feia dos anys que havia patit s'unia també que la Segona Guerra Mundial es trobava en marxa, dificultant la reconstrucció.
Es van succeir molts accidents durant el final de la dècada de 1930 i la següent podrien ser l'explosió del polvorí de Peñaranda de Bracamonte de 1939, l'explosió del polvorí de la Pineda de Antequera de 1940, l'accident ferroviari de Torre del Bierzo de 1944, l'enfonsament del submarí C-4, l'explosió dels polvorins d'Alcalá de Henares de 1947, la explosió d'un polvorí de l'Armada a Cadis de 1947.

## Incendi
L'element desencadenant de la catàstrofe va ser el fort vent de direcció sud-est que, des de la tarda del dia 15 de febrer, va assotar la ciutat, acompanyat per una depressió atmosfèrica de gran intensitat. La velocitat màxima que va aconseguir es desconeix, ja que els instruments de mesura de Santander van ser destruïts pel temporal. Es calculen ratxes superiors als 180 quilòmetres per hora. L'incendi es va iniciar al carrer Cadis, en les proximitats dels molls, i avivat per un fort vent sud, les flames van aconseguir aviat la catedral que, per estar situada en la zona més alta, es va convertir en un potent focus difusor del foc cap als carrers pròxims.
Els orígens de l'incendi no queden detallats en la informació de l'època. Se sap amb gairebé total certesa que es va iniciar al carrer Cadis, però l'objecte desencadenant varia segons la font. Uns al·ludeixen a una xemeneia del número 20 d'aquest mateix carrer, uns altres a un curtcircuit, i alguns textos localitzen l'origen de l'incendi en el número 5. A partir d'aquí, el foc es va estendre ràpidament al número 15 de Rúa Major, avivat pel fort vent sud.
Des de l'eix de la Puebla Vieja (catedral, Rúa Mayor, Rúa Menor...),  l'incendi es va anar estenent cap als carrers de La Ribera, San Francisco, Atarazanas, El Puente, La Blanca i la Plaza Vieja. D'aquesta manera es va situar els seus límits al nord, en la costa de la Talaia, i el carrer de San José, pel oest el foc es va tallar abans d'arribar a Isabel II i el carrer del Limón, sense arribar a afectar la seu del ajuntament, pel sud es va estendre fins al carrer Calderón de la Barca, mentre que pel aquest el foc es va detenir en les primeres casas de l'eixample. Els límits del foc coincideixen gairebé totalment amb l'espai emmurallat de la vila del segle XII.
Durant el dia 16 va prosseguir l'incendi, cedint per l'est però avançant en altres zones de la ciutat. Aquest mateix dia, i 24 hores després del començament de l'incendi, van arribar bombers de Bilbao, Sant Sebastià, Palència, Burgos, Oviedo, Gijón, Avilés i Madrid. Ja en el dia 17, l'absència de vent va afavorir els treballs d'extinció. Van començar a desaparèixer dels carrers els mobles i transeünts sense llar. Els bombers van penetrar en la zona calcinada, i es van ofegar els últims focus, encara que no estaria totalment extint fins a quinze dies després.
Durant el dia 18 el governador Carlos Ruiz García va difondre un Butlletí Oficial d'Informació donant instruccions a la població i aportant dades sobre la magnitud de l'ocorregut. Sobretot es van difondre consignes, ordres i instruccions concretes sobre subministraments i distribució d'aliments. Aquesta mateixa nit va arribar a port el creuer Canarias, que aportaria subministraments i menjar a la població. El canvi del vent en direcció nord-oest i el començament de la pluja va ajudar a les labors dels bombers. Es va netejar l'atmosfera de la ciutat, però va augmentar considerablement el risc d'esfondraments. El dia 20 el governador civil va dictar un decret pel qual s'obliga a tots els propietaris a reparar les teulades dels edificis i les sortides de fums en un termini de 48 hores. Es va procedir a la confiscació de les teixeras La Covadonga, Trascueto i Agustín García. Van arribar les primeres cuines de campanya i va començar la distribució de menjar calent entre els damnificats.
Els focus principals de l'incendi es van aconseguir apagar en els tres primers dies, però gran part de les ruïnes i edificis destruïts albergaven flames en el seu interior en els dies posteriors. Després de quinze dies des del començament de l'incendi, es va donar fi a la catàstrofe amb l'últim focus extingit de l'incendi, en una casa del carrer Cuesta.

## Conseqüències

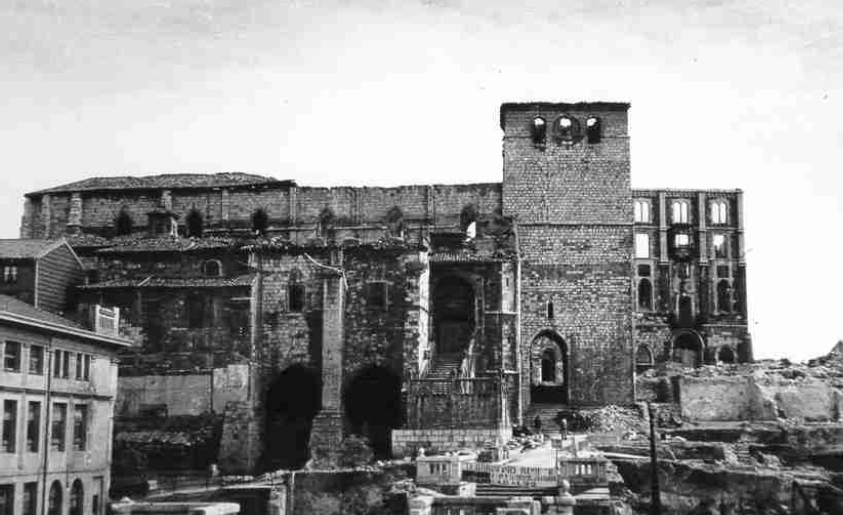
La catedral de Santander després de l’incendi.

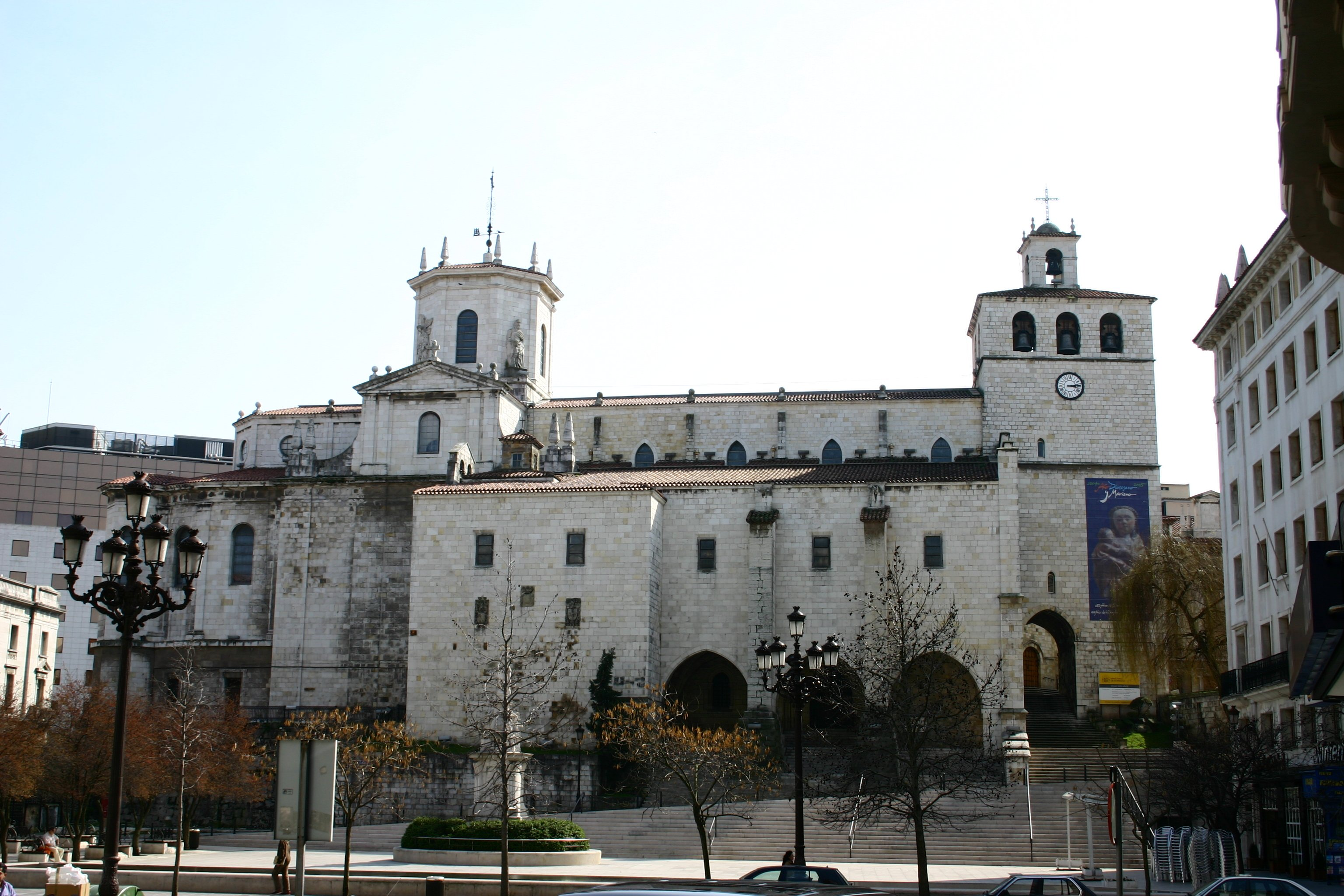
La catedral de Santander n l'actualitat.

En general, el foc va afectar els carrers estrets (excepte la de Drassanes), amb edificis bàsicament construïts de fusta i amb miradors que van facilitar la difusió de les flames.
El resultat va ser la destrucció gairebé completa de la zona històrica de la ciutat, és a dir gairebé la totalitat del barri antic d'aquesta, afectant, sobretot a la Vieja i Nueva Puebla i a edificis més moderns aixecats en el seu recinte. Van desaparèixer fonamentalment edificis de habitatges en gran part ocupades per classes populars. Es va destruir la major part de la pobla medieval, el total van ser 37 carrers de les més antigues de la ciutat que ocupaven 14 hectàreas, la qual cosa va suposar la desaparició de 400 edificis, entre habitatges (2.000 aproximadament) i comerços.
La zona afectada es caracteritzava, a més, per constituir el centre de la ciutat, l'eix on estaven emplaçats la major part dels establiments comercials del Santander d'aquell llavors. S'ha calculat que l'incendi va destruir el 90% dels locals destinats a aquesta activitat. Cal tenir en compte que els carrers de La Blanca i San Francisco constituïen la base de la vida comercial de la ciutat.
Així mateix, alguns edificis públics van desaparèixer o es van veure afectats en major o menor grau. Aquest és el cas de la catedral de Nuestra Señora de la Asunción, l'antiga Casa Consistorial, l'església de la Compañía i el palau del marquès de Villatorre. La seu del periòdic de tirada regional El Diario Montañés va ser destruïda per l'incendi.
Va haver-hi al voltant de 10.000 damnificats i unes 7.000 persones en atur forçós. Al temps del desastre, es crea el càrrec de Delegat especial del Govern per a la Reconstrucció de Santander, que es va encarregar del nou espai i del futur urbanístic de la ciutat. En el Pla de reconstrucció es va obrir el nou carrer de Joan d'Herrera, de caràcter comercial, que uneix l'Ajuntament amb Hernán Cortés, respectant l'església de La Companyia, salvada de l'incendi.
L'incendi va causar una sola víctima, Julián Sánchez García, un bomber madrileny en labors d'extinció que va morir a l'hospital de Valdecilla després d'una lleu recuperació. Malgrat això el mal material va ser immens, i milers de famílies van perdre les seves llars.

### Valoració dels danys
La valoració material de les pèrdues es va xifrar oficialment en 85.312.506 pessetas. El número de damnificats va ascendir a unes 10.000 persones, la qual cosa, tenint en compte que la població de fet de la ciutat en 1940 era de 101.793 habitants (INE), va suposar que quedessin sense habitatge aproximadament un 10 % dels santanderins i un bon percentatge d'ells perdés els seus negocis i empreses. Cal destacar que, en 1941, Espanya estava en plena postguerra i la situació socioeconòmica no era gaire favorable, per la qual cosa una catàstrofe d'aquesta magnitud va acréixer la mala situació per la qual passaven tant la ciutat com la regió.

### Planejament urbà

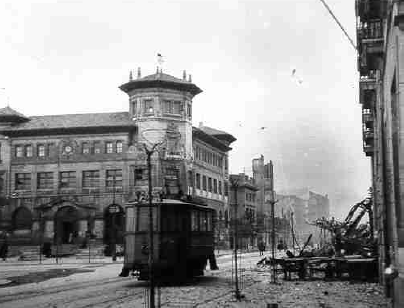
El de Correos va ser un dels pocs edificis de la zona que es van salvar de la catàstrofe.

A conseqüència de l'incendi, van quedar lliures 115 421 m² de sòl urbà magníficament situat en el centre físic de la ciutat de Santander, que van ser expropiats per a concentrar els solars. Va ser, per tant, una ocasió excepcionalment favorable per a deixar terrenys a la disposició de negocis immobiliaris en una zona on el valor del sòl era i és objecte d'una creixent plusvàlua.
L'incendi va tenir una notable incidència en el planejament urbà i un impacte indiscutible en la reorganització social de la ciutat de Santander, estimulant nous processos urbans tant en el centre com en les àrees perifèriques a les quals es va dirigir gran part de la població desallotjada pel sinistre. Això és fonamental per a comprendre la dinàmica de l'espai urbà santanderí en l'etapa prèvia a la gran expansió dels anys 1960.
La reconstrucció, iniciada ràpidament, es va escometre sobre la base d'una sèrie de principis fonamentals. En primer lloc, es va intentar solucionar el problema viari construint un nou traçat per al tramvia que superés les disfuncionalitats derivades dels carrers estrets i irregularment distribuïdes del centre històric. Per a això es va acceptar un projecte que seguia les directrius del model de l'eixample, amb una trama ortogonal composta per carrers amplis en les zones de major confluència de trànsit. En aquest sentit, és il·lustratiu de l'eixamplament de l'antic carrer de Drassanes per a constituir l'actual avinguda de Calvo Sotelo.
El segon criteri fonamental vi donat per l'orientació comercial i de residència acomodada que prioritàriament es va adjudicar a aquesta àrea, especialment als carrers de San Francisco, Calvo Sotelo i Juan de Herrera.
Així mateix, es va sostenir la necessitat de construir una plaça principal com a nou centre representatiu de la ciutat: la plaça Porticada, seu d'alguns edificis oficials, com el Govern Civil, la Delegació d'Hisenda, el Govern Militar, la Cambra de Comerç, Indústria i Navegació, i en l'actualitat també comprèn la seu de Caja Cantabria.
Un altre objectiu proposat va ser la revaloració dels edificis religiosos, traient partit a les seves limitades possibilitats estètiques. Per això es va dedicar temps a la reconstrucció de la catedral de Santander, l'església de l'Anunciació i es va construir la plaça de l'Asunción.
Finalment, una realització important dels anys 40 va ser el desmunt realitzat entre la catedral i l'actual carrer de Ruamayor. Paral·lelament a tot l'anterior, es van produir dos fenòmens fonamentals: el desplaçament de la població de classes baixes assentades en les velles cases del centre cap a la perifèria, la qual cosa va originar el consegüent creixement de la ciutat en els seus marges.
A Santander, la activitat constructiva en els anys posteriors a l'incendi es va incrementar notablement, per sota de les necessitats reals i seguint un criteri selectiu. Així, la zona directament afectada pel foc es va remodelar a través de la iniciativa privada, que va construir edificis destinats a ús oficial, comercial i de residència burgesa.
L'habitatge obrer es va situar, en principi amb caràcter de provisionalitat en uns certs casos, en punts aïllats del nucli urbà, generalment distants del centre. En aquests casos, la gestió per a l'edificació va partir d'organismes estatals municipals que van construir cases barates de tipus gairebé o totalment suburbial (200 «casucas» de Canda Landáburu a La Albericia, habitatges al barri de Campogiro en Peñacastillo i blocs de cases subvencionades per l'Obra Sindical de la Llar), en general de baixa qualitat, com són el Grup Pero Niño (únic barri per a classes modestes que s'aixequen en l'espai sinistrat), i a l'extraradi, els grups de los Santos Mártires (162 habitatges), José María de Pereda (111), Pedro Velarde (348) i Barrio Pesquero (294).
En la zona afectada per l'incendi es van construir aproximadament la meitat d'habitatges populars que les que es van destinar a residència burgesa, fenomen clarament il·lustratiu de la nova dimensió social i funcional que es va aconseguir imposar en aquesta àrea central i, per tant, de gran valor en el conjunt urbà.
Cap a l'any 1954 estava pràcticament finalitzada aquesta àmplia labor de reconstrucció amb un resultat de cinc nous edificis públics i 170 privats. Així doncs, l'incendi i la posterior reconstrucció del centre van portar amb si dues conseqüències claus per a l'actual ciutat de Santander. D'una banda, es va produir una profunda transformació tant morfològica com funcional de l'espai urbà central que va suposar un procés de renovació urbana anterior al d'altres ciutats espanyoles. D'altra banda, es va desencadenar una mobilització no espontània de població de grans proporcions que, en última instància, deixa les seves petjades en l'estructuració soci-urbana actual. Així i tot, es va trigar 25 anys a reconstruir la ciutat íntegrament.

## L'incendi en xifres
- L'incendi va durar 2 dies, encara que alguns calius van romandre encesos durant 15 dies.
- Es van destruir 377 edificis, la majoria bastant antics.
- Es van perdre 1783 habitatges.
- 37 carrers van resultar afectades.
- L'àrea arrasada va ser de 14 hectàrees.
- Aproximadament 10 000 persones van perdre la seva llar.
- 508 comerços es van destruir.
- Es van destruir 105 allotjaments.
- Va haver-hi 1 víctima, el bomber madrileny Julián Sánchez.
- 115 persones van resultar ferides.
- La reconstrucció no es va completar fins a 25 anys després.

## Commemoració del 75 aniversari de l'incendi
En 2016, com a commemoració dels 75 anys de l'incendi es van dur a terme una llarga sèrie d'activitats organitzades pel Ajuntament que van incloure des d'exposicions fotogràfiques, festes i projeccions en diversos punts de la ciutat fins a la creació d'una ruta que recorre els principals punts del centre afectats pel foc.